# Astragalus mishouensis
Astragalus mishouensis là một loài thực vật có hoa trong họ Đậu. Loài này được Turrill miêu tả khoa học đầu tiên.